# VTVL

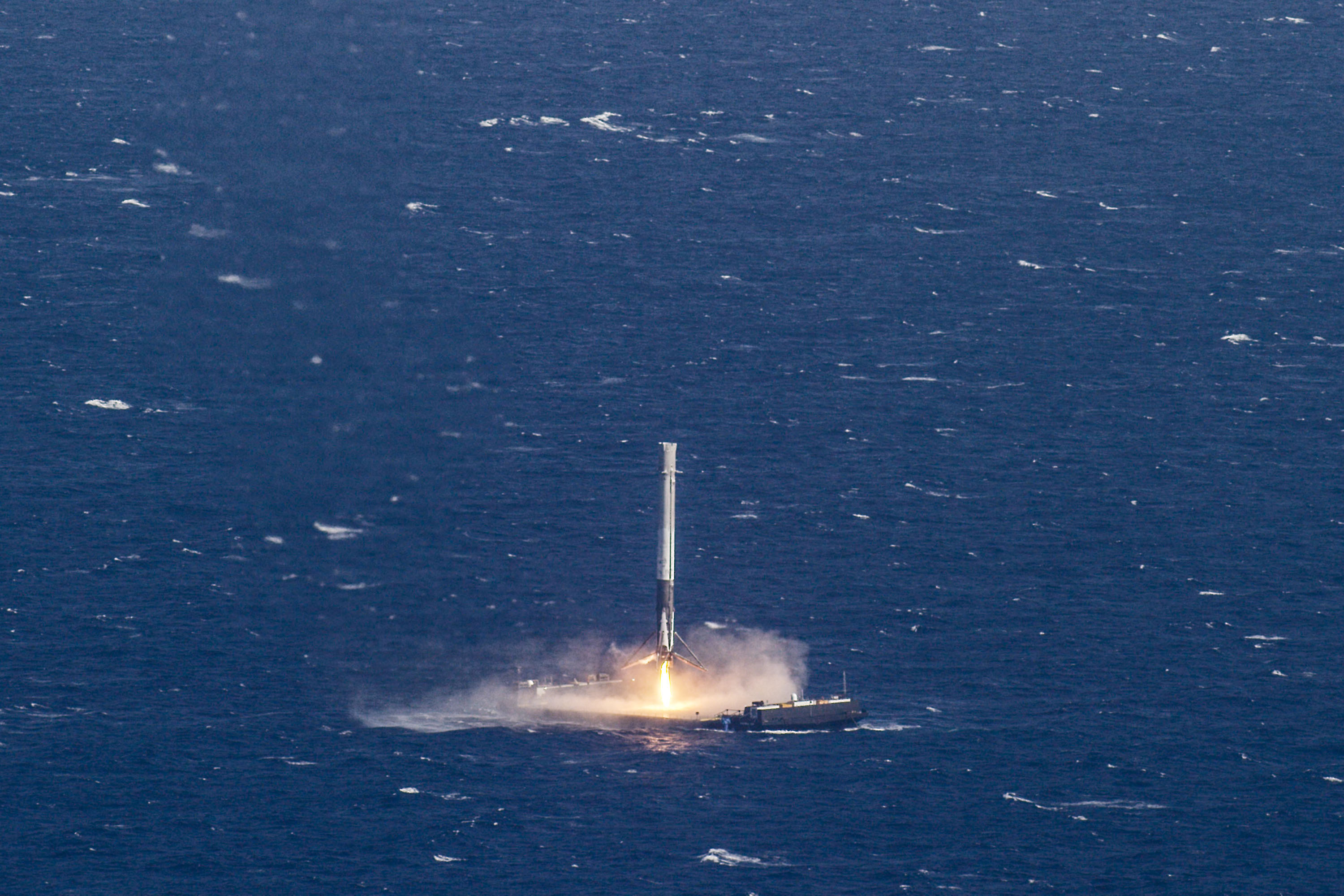
Um Falcon 9 realizando um pouso vertical

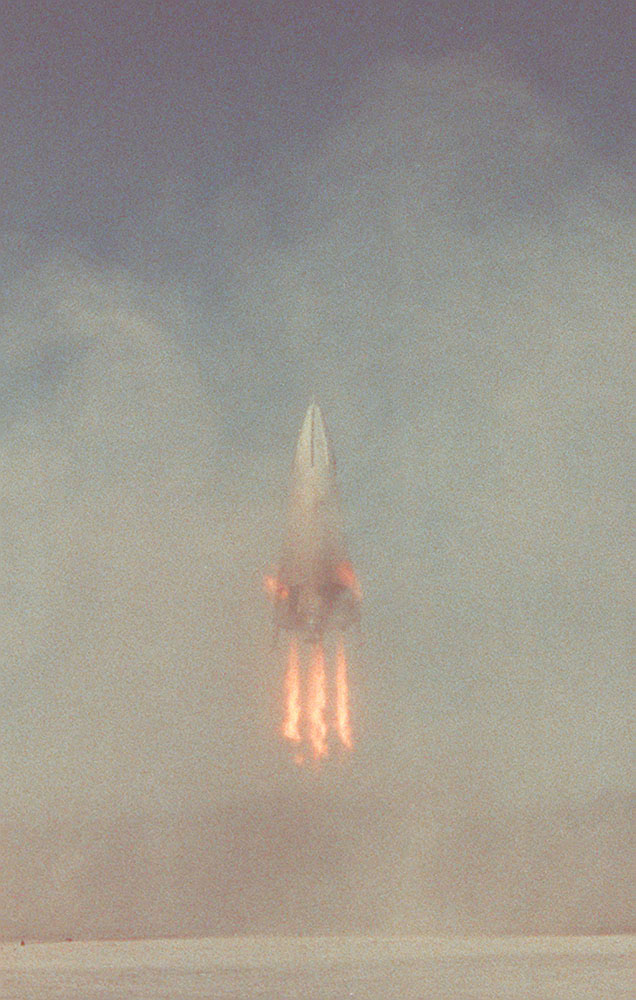
Pouso do DC-XA em 1996

Decolagem vertical e pouso vertical (em inglês:  Vertical takeoff, vertical landing) (VTVL) é uma forma de decolagem e pouso para foguetes. Várias naves VTVL voaram. O foguete VTVL mais conhecido e comercialmente bem-sucedido é o primeiro estágio do Falcon 9 da SpaceX.
As tecnologias VTVL foram desenvolvidas substancialmente com pequenos foguetes depois de 2000, em parte devido a competições com prêmios de incentivo como o Lunar Lander Challenge. Pequenos foguetes VTVL bem-sucedidos foram desenvolvidos pela Masten Space Systems, Armadillo Aerospace e outras.
A partir de meados da década de 2010, o VTVL estava em intenso desenvolvimento como uma tecnologia para foguetes reutilizáveis grandes o suficiente para transportar pessoas. Em 2013, a SpaceX demonstrou um pouso vertical em um protótipo do Falcon 9 depois de escalar 744 metros no ar. Mais tarde, Blue Origin (New Shepard) e SpaceX (Falcon 9), ambos demonstraram recuperação de veículos de lançamento após as operações de retorno ao local de lançamento (RTLS), com o foguete auxiliar New Shepard da Blue Origin fazendo o primeiro pouso vertical bem-sucedido em 23 de novembro de 2015 após um voo que atingiu o espaço sideral e o Voo 20 do Falcon 9 da SpaceX marcando o primeiro pouso de um veículo de lançamento orbital comercial cerca de um mês depois, em 22 de dezembro de 2015. A SpaceX também está desenvolvendo um foguete totalmente reutilizável chamado Starship.
Os foguetes VTVL não devem ser confundidos com aeronaves que decolam e pousam verticalmente que usam o ar para apoio e propulsão, como helicópteros e jatos de salto que são aeronaves VTOL.

## História
- Bell Rocket Belt, em 1961 foguete VTVL pessoal, preso ao corpo é demonstrado.[3]
- Conceitos de foguetes VTVL foram estudados por Philip Bono da Douglas Aircraft Company na década de 1960.[4]
- O Módulo Lunar Apollo era um veículo VTVL de dois estágios na década de 1960 para pousar e decolar da Lua.
- O Grupo de Ciência e Tecnologia de Defesa da Austrália lança com sucesso o foguete Hoveroc em 2 de maio de 1981 em um teste em Port Wakefield, Austrália Meridional.[5] Era capaz de "uma trajetória de voo controlada dentro de um plano horizontal e terminando, se necessário, em uma descida controlada".[6]
- A União Soviética fez algum trabalho de desenvolvimento, mas nunca voou, uma cápsula tripulada de pouso vertical chamada Zarya no final da década de 1980.[7]
- O McDonnell Douglas DC-X foi um protótipo de veículo de lançamento VTVL não tripulado que realizou vários voos de teste com sucesso na década de 1990. Em junho de 1996, o veículo estabeleceu um recorde de altitude de 3.140 metros, antes de fazer um pouso vertical.[8]
- Rotary Rocket testou com sucesso um sistema de pouso vertical para seu projeto Roton, baseado em um sistema de helicóptero com ponta de foguete em 1999, mas não conseguiu levantar fundos para construir um veículo completo.
- 13 de junho de 2005, o veículo de lançamento reutilizável VTVL suborbital da Blue Origin foi anunciado.[9]
- 2005, Blue Origin Charon, um veículo de teste com motor a jato, verificou a orientação autônoma e as tecnologias de controle usadas posteriormente nos foguetes VTVL da Blue Origin.[10]
- 2006-2007, Blue Origin Goddard, um demonstrador de subescala para o posterior veículo suborbital New Shephard, fez 3 voos bem-sucedidos antes de se aposentar.[11]
- Durante 2006-2009, o Scorpius / Super Mod da Armadillo Aerospace, o Xombie da Masten Space Systems e os foguetes VTVL da Unreasonable Rocket, Blue Ball competiram no Northrop Grumman/NASA, Lunar Lander Challenge. Projetos VTVL subsequentes, incluindo Masten Xaero e Armadillo Stig, visavam a voos de alta velocidade para altitudes suborbitais mais altas.[12]
- A SpaceX anunciou planos em 2010 para eventualmente instalar um trem de pouso implantável na espaçonave Dragon e usar os propulsores do veículo para realizar um pouso em terra.[13] Foi cancelado em 2017.[14]
- Em 2010, três espaçonaves VTVL foram oferecidas à NASA em resposta à solicitação do veículo de lançamento reutilizável suborbital (sRLV) da NASA no âmbito do Programa de Operações de Voo da NASA: o Blue Origin New Shepard, o Masten Xaero e o Armadillo Super Mod.[15]
- Morpheus é um projeto da NASA da década de 2010 que desenvolve uma bancada de teste vertical que demonstra novos sistemas de propulsão de propelente verde e tecnologia de pouso autônomo e detecção de perigo.[16]
- O Mighty Eagle foi um protótipo de módulo de pouso robótico do início de 2010 que estava sendo desenvolvido pela NASA em agosto de 2012.[17]

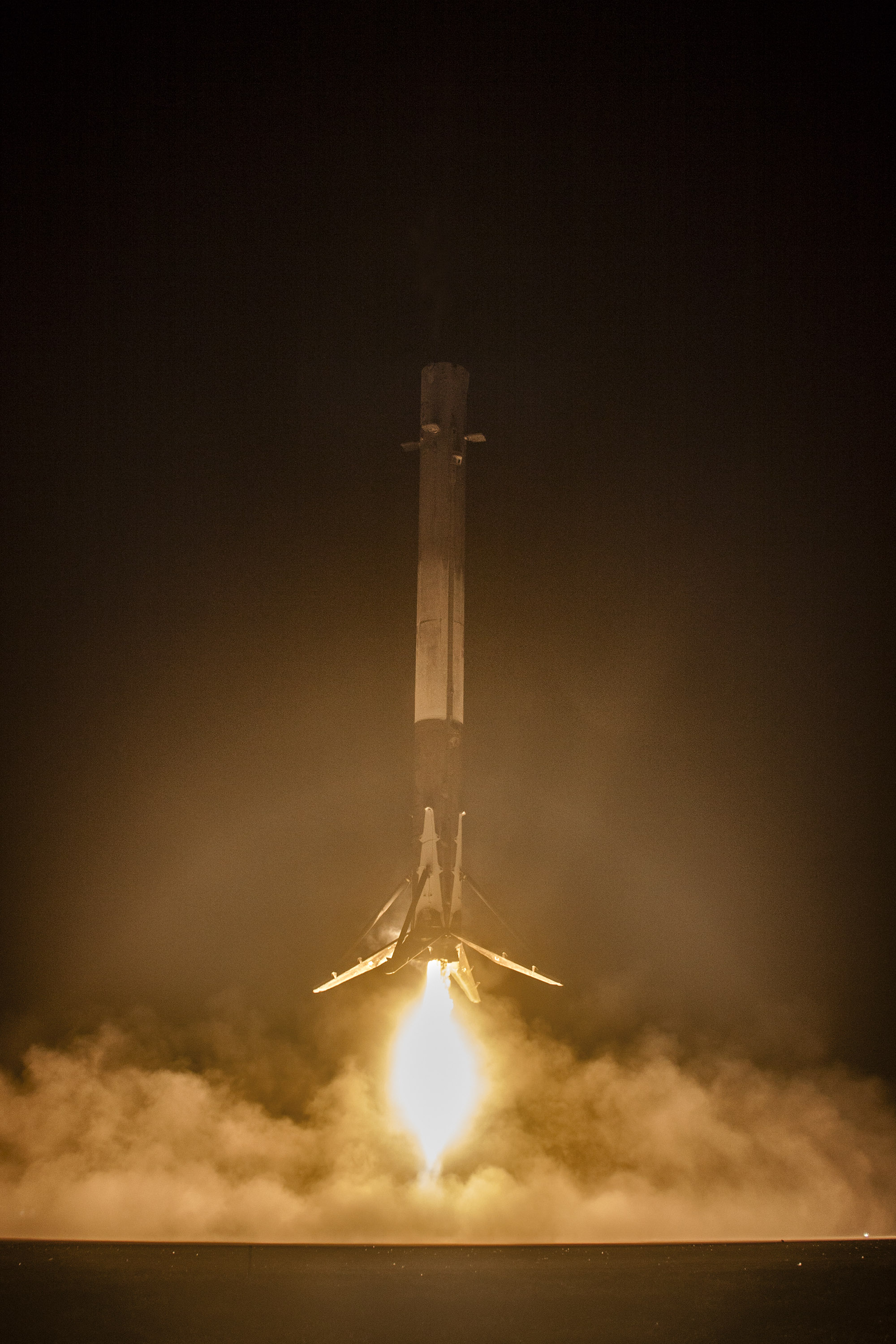
O primeiro estágio do Falcon 9 pousando em 22 de dezembro de 2015, após lançar os satélites comerciais para a órbita terrestre baixa

- A SpaceX anunciou em setembro de 2011 que tentaria desenvolver a descida motorizada e a recuperação de ambos os estágios do Falcon 9, com uma cápsula VTVL Dragon também.[18][19]
- 2012: O foguete Grasshopper da SpaceX foi um veículo de teste VTVL de primeiro estágio desenvolvido para validar vários aspectos de engenharia de baixa altitude e baixa velocidade de sua tecnologia de foguete reutilizável de veículos grandes.[20] O veículo de teste fez oito voos de teste[21] com sucesso em 2012–2013. O Grasshopper v1.0 fez seu oitavo e último voo de teste em 7 de outubro de 2013, voando a uma altitude de 744 metros antes de fazer seu oitavo pouso VTVL com sucesso.[22]
- 2013–2017: O DragonFly foi um protótipo de teste movido a foguete de baixa altitude para uma versão aterrada por propulsão da cápsula SpaceX Dragon. Eles pretendiam posteriormente usar a tecnologia no SpaceX Dragon 2, sua cápsula espacial reutilizável de transporte de tripulação de segunda geração, para pousar depois de retornar do espaço, bem como um sistema de escape no lançamento. O protótipo do DragonFly foi usado para testes de voo propulsivo em baixa altitude em 2014 e 2015.[23] O desenvolvimento foi, no entanto, abandonado em meados de 2017.[24]
- 2014: O veículo de desenvolvimento reutilizável do Falcon 9 da SpaceX era aproximadamente 15 m mais longo que o Grasshopper e foi construído em seu tanque auxiliar Falcon 9 v1.1 de tamanho real, com trem de pouso projetadas para voo e propulsores de nitrogênio gasoso para controlar a atitude. O F9R Dev1 fez seu primeiro voo de teste em abril de 2014, a uma altitude de 250 metros antes de fazer um pouso vertical nominal.[25]
- Em 23 de novembro de 2015, o foguete auxiliar do New Shepard da Blue Origin fez o primeiro pouso vertical bem-sucedido após um voo de teste suborbital não tripulado que atingiu o espaço.[26] A Blue Origin está se preparando para levar a equipe para New Shephard em julho de 2021.[27]
- Em 21 de dezembro de 2015, o primeiro estágio do 20.º Falcon 9 da SpaceX fez o primeiro pouso vertical bem-sucedido de um foguete auxiliar da classe orbital após lançar 11 satélites comerciais para uma órbita terrestre baixa no Voo 20 do Falcon 9.[28]
- Em 8 de abril de 2016, o Falcon 9 da SpaceX fez o primeiro pouso bem-sucedido em sua balsa-drone como parte da missão de reabastecimento de carga SpaceX CRS-8 para a Estação Espacial Internacional.[29]
- Desde 2017, DLR, CNES e JAXA estão desenvolvendo um demonstrador de foguete VTVL reutilizável chamado CALLISTO (Cooperative Action Leading to Launcher Innovation in Stage Toss-back Operations).[30]
- Em janeiro de 2018, a empresa espacial privada chinesa LinkSpace testou com sucesso seu foguete orbital experimental reutilizável com uma decolagem vertical e pouso vertical (VTVL).[31]
- Em 6 de fevereiro de 2018, a SpaceX pousou com sucesso dois de seus foguetes auxiliares de primeiro estágio durante o lançamento de demonstração do Falcon Heavy.[32]
- Em 2018, a ISRO revelou detalhes sobre o veículo de teste ADMIRE para o qual um local de teste e pouso estava sendo desenvolvido. O veículo terá propulsão retro supersônica, trem de pouso retráteis especiais que funcionarão como aletas de manobra direcionáveis e será guiado por sistema de navegação integrado que terá altímetro a laser e receptor NavIC.[33]
- O teste VTVL de baixa altitude do grande Starhopper de 9 metros de diâmetro, um artigo de teste inicial para a SpaceX Starship, ocorreu no local de lançamento South Texas da SpaceX perto de Brownsville, Texas, em julho e agosto de 2019, com voos até ~ 150 m foram feitos.[34][35][36]
- Em agosto de 2020, a SpaceX começou a testar seus protótipos Starship. SN5, SN6 e SN15 fizeram lançamentos e pousos VTVL bem-sucedidos, enquanto SN8, SN9, SN10 e SN11 foram destruídos por falha de pouso.[37][38][34][39]
- Em 20 de julho de 2021, o foguete New Shepard da Blue Origin fez seu primeiro pouso vertical bem-sucedido após um voo suborbital tripulado. Quatro passageiros estavam a bordo da missão NS-16, incluindo Jeff Bezos, Mark Bezos, Wally Funk e Oliver Daemen.[40]

## Tecnologia de pouso vertical
A tecnologia necessária para obter pousos retropropulsivos com sucesso, o pouso vertical ou adição "VL" à tecnologia padrão de decolagem vertical (VT) das primeiras décadas do voo espacial humano, tem várias partes. Primeiro, o empuxo deve ser maior do que o peso, segundo, o empuxo normalmente precisa ser vetorado e requer algum grau de estrangulamento. A orientação deve ser capaz de calcular a posição e altitude do veículo, pequenos desvios da vertical podem causar grandes desvios da posição horizontal do veículo. Os sistemas RCS geralmente são necessários para manter o veículo no ângulo correto. A SpaceX também usa aletas de manobra para controle de atitude durante o pouso de seus foguetes auxiliares do Falcon 9.
Também pode ser necessário ser capaz de acionar motores em uma variedade de condições, incluindo potencialmente vácuo, hipersônico, supersônico, transônico e subsônico.
O peso adicional de combustível, tanque maior, trem de pouso e seus mecanismos de implantação geralmente reduzem o desempenho de um sistema de pouso suave em comparação com veículos descartáveis, todas as outras coisas sendo iguais. O principal benefício da tecnologia é visto no potencial para reduções substanciais nos custos de voos espaciais, como resultado da capacidade de reutilizar foguetes após pousos VTVL bem-sucedidos.

## Na cultura popular

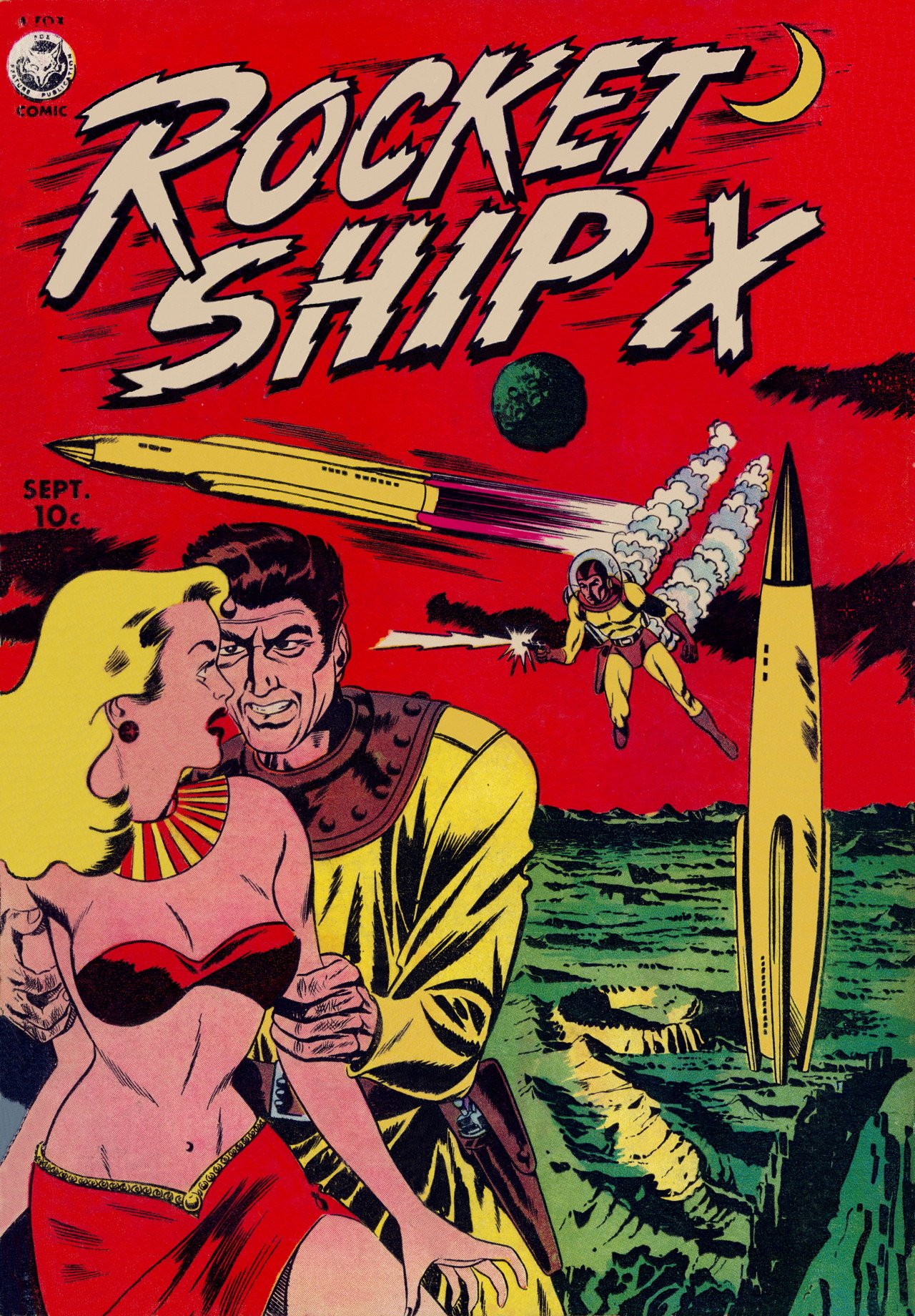
Foguete de pouso vertical retratado no quadrinho Rocket Ship X de 1951

O pouso vertical de espaçonaves era o modo predominante de pouso de foguetes previsto na era pré-voo espacial. Muitos autores de ficção científica, bem como representações na cultura popular, mostraram foguetes pousando verticalmente. Essa visão estava suficientemente arraigada na cultura popular que, em 1993, após um voo de teste bem-sucedido em baixa altitude de um foguete protótipo, um escritor opinou: "O DC-X foi lançado verticalmente, pairou no ar ... A espaçonave parou no ar novamente e, quando os motores voltaram a funcionar, começou seu pouso vertical bem-sucedida. Assim como Buck Rogers". Na década de 2010, os foguetes da SpaceX também viram a denominação para essa noção de cultura popular de Buck Rogers em uma "Busca para criar um foguete reutilizável 'Buck Rogers'.